# Long Tall Sally
〈Long Tall Sally〉는 로버트 블랙웰, 이노트리스 존슨, 리틀 리처드가 작곡한 로큰롤 노래다. 12마디 블루스의 구조를 취한다. 리틀 리처드가 녹음해서, 1956년 3월 스페셜티 레코드에서 출하했다. 이 싱글의 이면은 〈Slippin' and Slidin'〉. 두 곡 모두 1957년 3월의 LP 《Here's Little Richard》에 취입되어 나왔다. 싱글 자체는 19주 동안 빌보드 리듬 앤 블루스 차트에 편입되어서, 그중 6주는 1위를 달성하였다. 팝 차트에서는 6주까지 올라갔다.
리처드의 녹음은 1956년 캐시박스 트리플 크라운상을 받았다. 금년 빌보드의 연말 핫 싱글에서 45위였다. 또한 《롤링 스톤》이 만든 역대 최고의 500곡 서열에서 55위인 곡이다.
리처드 최고의 인기곡 중 한 곡이며, 이후에 수백의 가수들이 커버하게 되는, 로큰롤의 고전으로 입지가 굳어졌다. 커버한 음악인으로 비틀즈와 엘비스 프레슬리가 대표적이다.